# Ventelay
Ventelay ist eine französische Gemeinde mit 254 Einwohnern (Stand: 1. Januar 2022) im Département Marne in der Region Grand Est (vor 2016 Champagne-Ardenne). Die Gemeinde gehört zum Arrondissement Reims und zum Kanton Fismes-Montagne de Reims. Die Einwohner werden Ventelaisiens genannt.

## Geographie
Ventelay liegt etwa 30 Kilometer westnordwestlich des Stadtzentrums von Reims. Umgeben wird Ventelay von den Nachbargemeinden Concevreux und Roucy im Norden, Guyencourt im Nordosten, Bouvancourt im Osten, Montigny-sur-Vesle im Süden, Romain im Westen und Südwesten sowie Meurival im Nordwesten.

## Bevölkerungsentwicklung
| Jahr                       | 1962 | 1968 | 1975 | 1982 | 1990 | 1999 | 2006 | 2018 |
| Einwohner                  | 239  | 221  | 208  | 197  | 205  | 216  | 267  | 258  |
| Quellen: Cassini und INSEE |      |      |      |      |      |      |      |      |

## Sehenswürdigkeiten

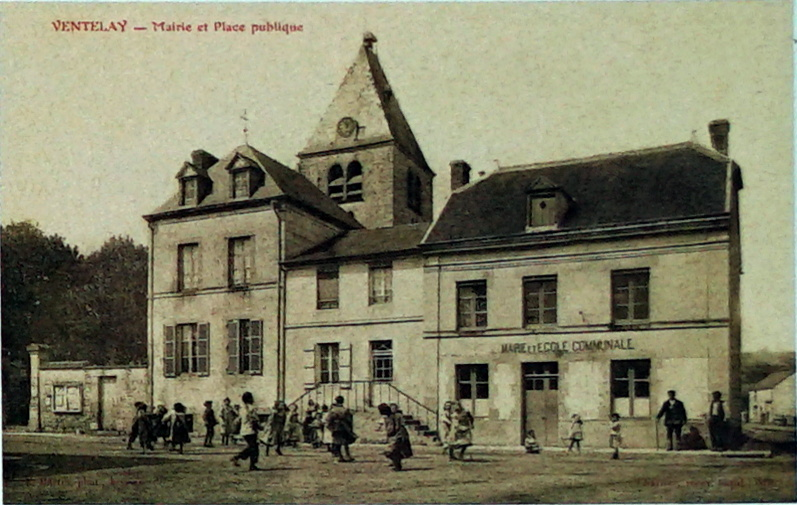
Mairie, Schule und Kirchturm auf einer Postkarte von 1900

- Kirche Saint-Rémi